# 西科斯基S-92直升机
西科斯基S-92是美国西科斯基飞机公司为民用和军用市场生产的一种双引擎中型直升机。S-92发展自西科斯基S-70直升机，并与后者共用部分飞行控制与旋翼系统零件。
H-92超级鹰（英語：H-92 Superhawk）是S-92的军用版本，执行通用运输任务，可以运载22名士兵。H-92亦可被配置成特定任务构型，如搜索与救援和行政运输。CH-148旋风（英語：Sikorsky CH-148 Cyclone）是正为加拿大皇家空軍的舰载型号。VH-92是正在开发中的替代美国海军陆战队海军陆战队一号现有机队的型号。

## 发展
第一次石油危机后，大型石油与天然气企业开始向更远海勘探，产生了对如S-92的性能充足的直升机的需求。
西科斯基飞机公司于1992年首次展示了计划中的的S-92直升机样机。S-92原定于1993年开始销售，但由于国际市场对直升机的需求减退，这一计划被延迟了。1995年西科斯基与国际合作伙伴建立了S-92团队并于当年的巴黎航展上启动了这一直升机项目。S-92被设计为与欧直AS332超级美洲狮直升机一类的民用直升机竞争。其使用基于西科斯基S-70直升机的全新机身与动态组件。S-92于1998年12月23日在位于佛罗里达州西棕榈滩的西科斯基研发飞行中心首飞。
2000年7月，西科斯基宣布变更了S-92的设计。第三架原型机的机身自驾驶舱后延长了16英寸（41），尾桨支架被缩短了41英寸（100），水平安定面自机身左侧，尾桨对面移动至了机身右侧，尾桨支架根部。对机尾的修改解决了飞行测试中发现的俯仰稳定性问题，并使之符合了北欧标准直升机计划（NSHP）中对于船运的关键要求。机身加长与尾桨支架缩短前移了直升机重心，使飞行中姿态更水平。更长的机身可以增加一排三个座位，亦可以选装为搜索与救援用户开发的更大舱门。西科斯基将这些设计变更整合进了之后的两架原型机，并进一步将其作为生产标准配置。有报道称这些修改是为了解决结构设计缺陷导致的损坏。
西科斯基在其位于宾夕法尼亚州科茨维尔的工厂制造S-92。2002年12月19日，S-92获得了美国联邦航空管理局（FAA）第29部型号合格证，并于2004年6月8日获得了欧洲航空安全局/联合航空局（EASA/JAA）认证。2009年6月，西科斯基飞机与塔塔先进系统公司合资，在印度制造S-92直升机用于出口和国内市场。位于海德拉巴的一座价值$2亿美元的制造工厂施将于2010年投入使用。塔塔先进系统公司将在初期为西科斯基提供完整的S-92客舱。第一个客舱于2010年11月交付。

## 设计

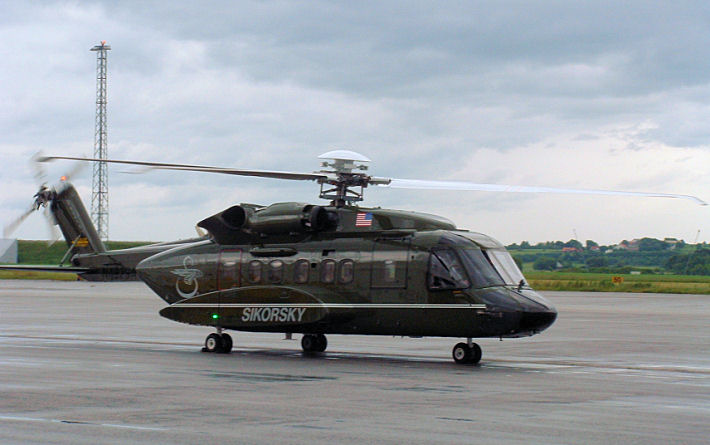
一架S-92位于挪威索拉机场

S-92由两台通用电气CT7-8A渦輪軸發動機驱动，使用铝制机身和部分复合材料组件。其使用四桨叶全铰接复合材料主旋翼，与西科斯基S-70相比半径更大且桨叶更宽。主旋翼翼梢呈锥形后掠，并具有下反角以增加升力并降低噪音。
S-92配备有主动振动控制系统，使用震动传感器和安装在结构上的力产生器增加飞行舒适度并将声级降低到低于认证标准。挪威弗莱明狄辛斯克学院于2008年的一项研究显示S-92的噪音水平比歐直EC225超級美洲獅直升機高42%，西科斯基对此研究结果表示异议，称此研究并没有使用其最新的振动控制技术。2011年2月，S-92被报告其噪音和振动水平引发了健康问题，称导致了耳鸣和心脏问题。
S-92设计有数项安全功能，如裂纹容限、抗鸟击能力和发动机破裂包容性。遵守FAA联邦航空条例（FAR）第29部使FAA认证委员会将其称为“世界上最安全的直升机”。但是，S-92并未通过FAR第29部中要求在旋翼主变速箱失去机油时仍能“干转”30分钟的规定。而是根据另一项条款规定，如果主变速箱机油损失的概率“极低”，则允许豁免对“干转”30分钟的要求。

## 运行历史
S-92于2002年获得FAA认证，并于2004年获得国际认证。第一架S-92于2004年末交付给启动客户原油直升机国际。

### 竞标
西科斯基以H-92的搜索与救援型号参与了自2006年开始的美国空军的CSAR-X战斗搜索与救援竞标。该竞标项目的其他竞争者包括阿古斯塔韦斯特兰AW101和HH-47，但至2012年12月其他所有竞争者都已退出项目。《国际飞行》杂志原本预计西科斯基会使用MH-60特殊用途直升机的一个型号投标。
西科斯基于法庭上成功挑战了北约直升机工业NH90对于北约标准直升机计划的首选供应商身份后，北约标准直升机计划举行了一场公开竞标。S-92还参与了挪威全天候搜索与救援直升机（NAWSARH）直升机竞标，该竞标计划于2015年替换挪威皇家空军的韦斯特兰海王直升机。NAWSARH的10-12架直升机合同的其他竞争者包括阿古斯塔韦斯特兰AW101、贝尔-波音V-22鱼鹰、欧洲直升机EC225和北约直升机工业NH90。V-22于2012年竞标失败，而S-92在2013年7月竞标失败，最终阿古斯塔韦斯特兰赢得了16架AW101直升机的订单。
S-92投标了英国搜索与救援-直升机（SAR-H）项目。英国曾于2010年2月选定S-92签订了价值£60亿英镑的合同，以25-30架S92替换现有的40架海王搜索与救援直升机。但其随后声明，由于竞标违规，将不使用首选供应商索泰利亚。英国政府随后与布里斯托集团签订了一项价值£25亿欧元的合同，在10座基地运营11架S-92和11架AW189直升机。
爱尔兰海岸警卫队正以S-92替代其现有的西科斯基S-61N机队。第一架飞机于2012年1月29日交付，由CHC直升机航空运营。
由于2016年发生的一起由挪威国家石油承包的EC225超级美洲狮直升机的致命坠毁事故，该公司宣布其将不再使用该型号的直升机，而改为使用西科斯基S-92满足其需求。并规定与之签约的运营商，如CHC直升机服务，将被要求使用此型号直升机。

## 型号

### S-92A

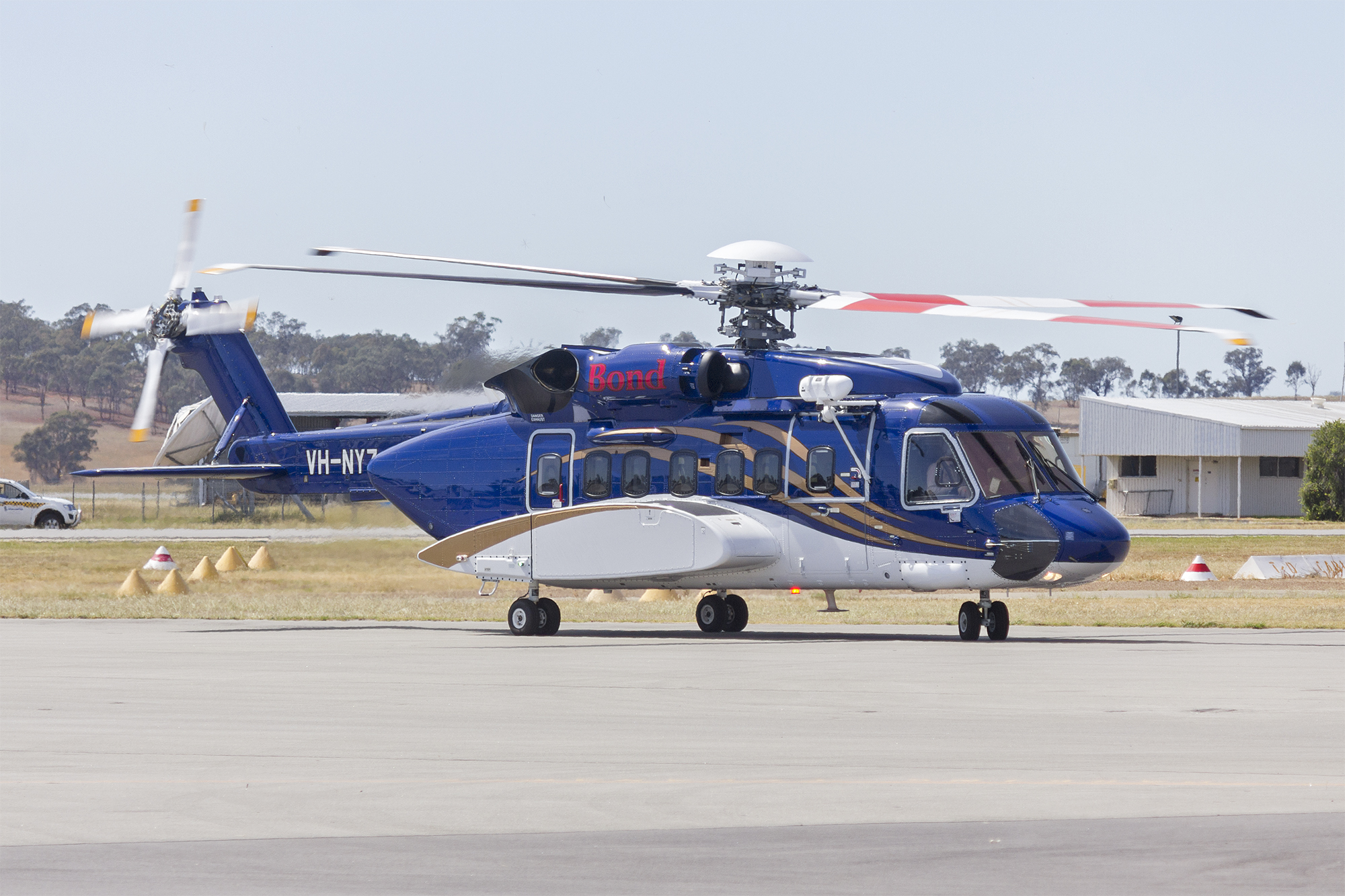
2015年，一架S-92A位于沃加沃加机场

S-92A是民用型号，并有多种版本可选。民用运输版本拥有客机型内饰，可乘坐19名乘客。通用运输版本安装有22个壁挂座椅和全机舱宽度的机尾坡道。机尾坡道区域的140平方英尺（13平方）面积也可以被用于储物。在开发中该型号被称作S-92C直升巴士（英語：Helibus）。

### H-92超级鹰
H-92超级鹰（英語：Superhawk）是S-92的军用版本。其已经向美国空军、海军陆战队和海岸警卫队进行过演示。H-92使用动力更强的通用电气CT7-8C发动机，功率3,070匹軸馬力（2,290千瓦特），并使用了S-92不配备的电传操纵系统。搜索与救援型号为座椅、救援担架、备用油箱和搜索与救援紧急设备提供了更多空间。
2004年7月，H-92超级鹰被加拿大海上直升机项目（英語：Maritime Helicopter Programme）作为CH-148旋风（英語：Sikorsky CH-148 Cyclone）选中。加拿大于2004年11月订购了28架该直升机。但该项目已经经过多次延迟。

### VH-92

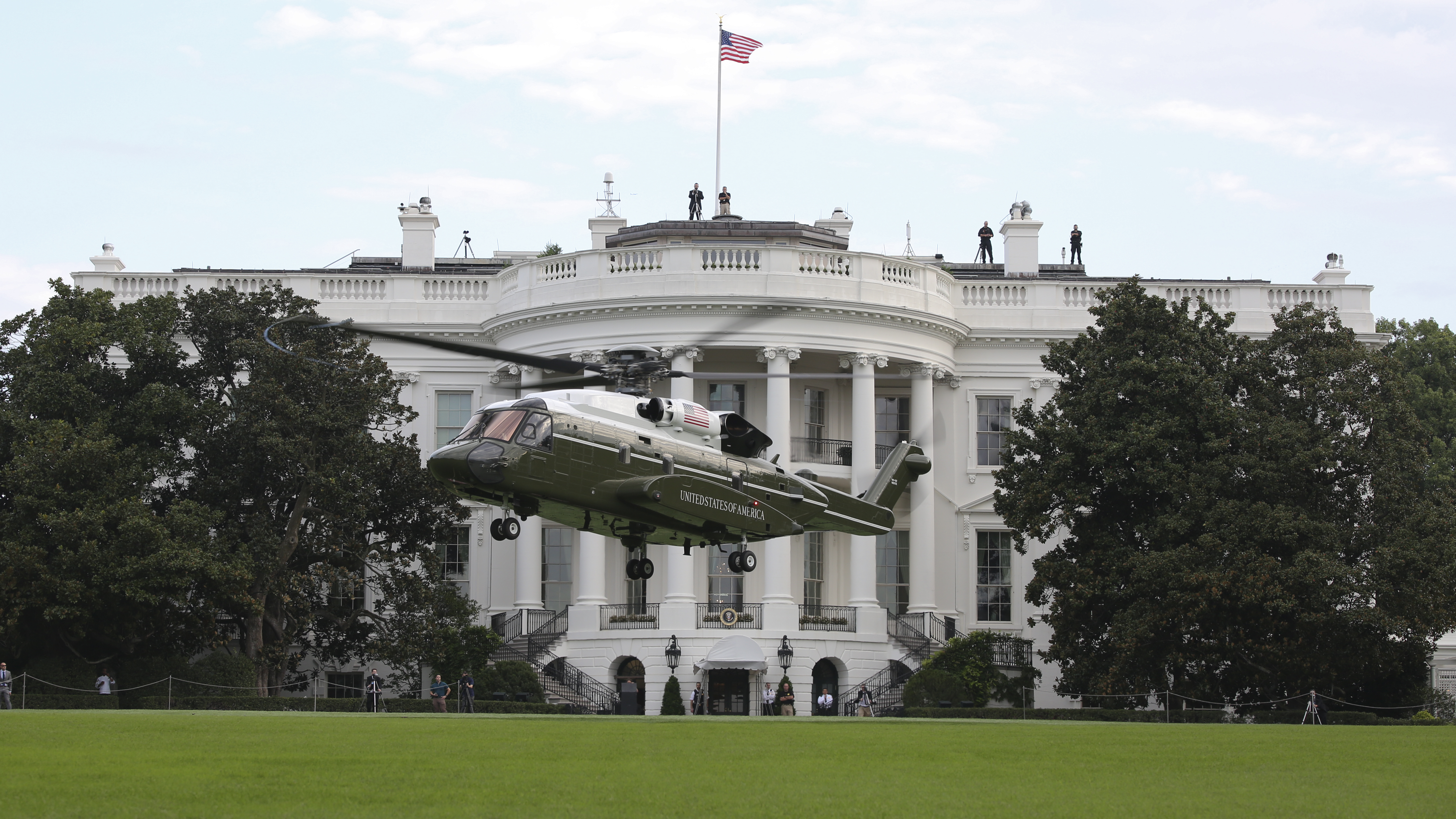
2018年9月一架VH-92A直升機“海军陆战队一号”在白宫南草坪進行著陸和起飛測試。

被命名为VH-92的S-92A的改型将被用作搭载美国总统的下一代海军陆战队一号。

## 延伸型号

### CH-148
主條目：CH-148旋风

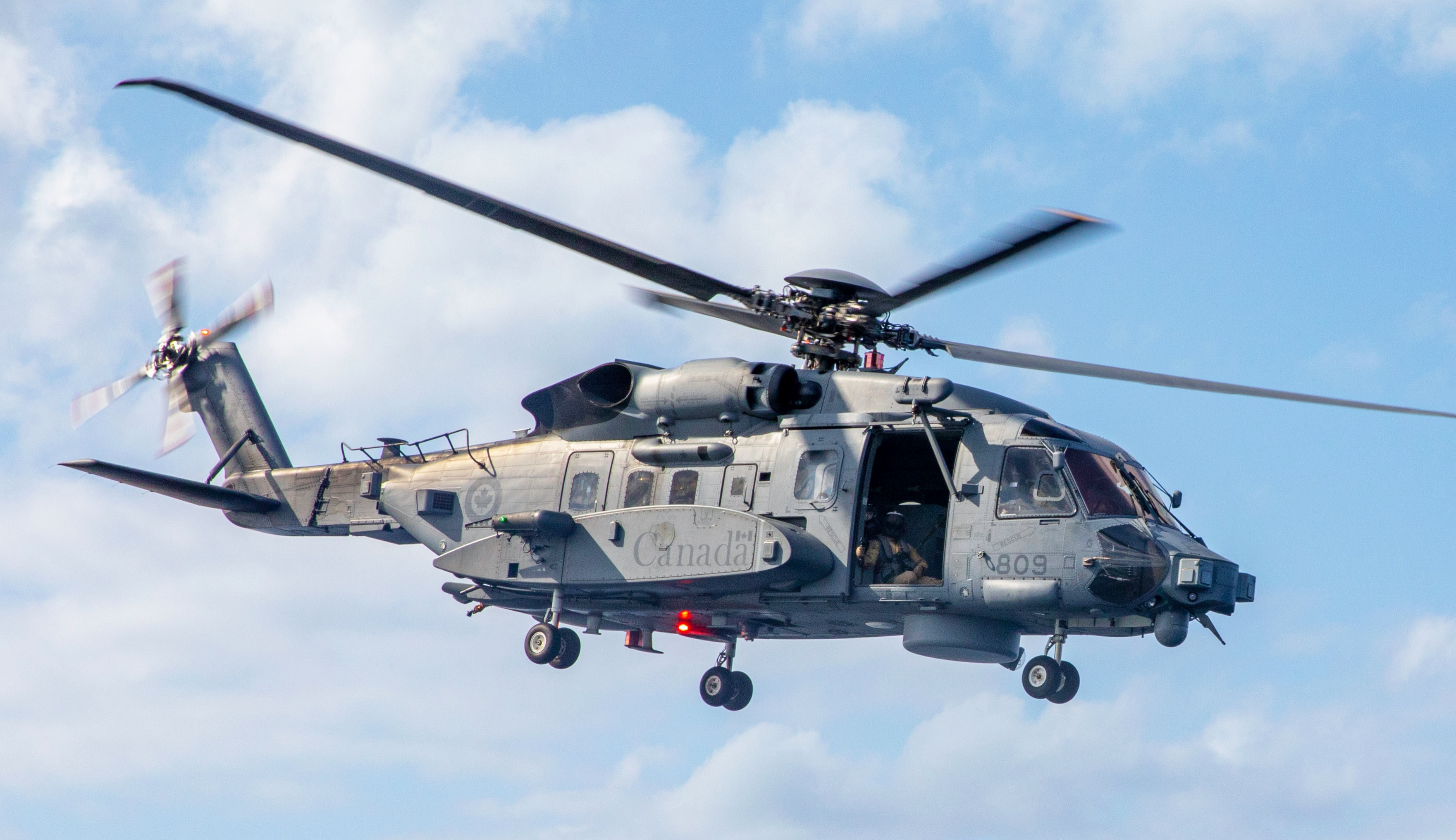
加拿大CH-148旋风反潛機

加拿大武裝部隊的軍艦載型號，用於執行反潛、監視以及搜索救援任務。

## 用户

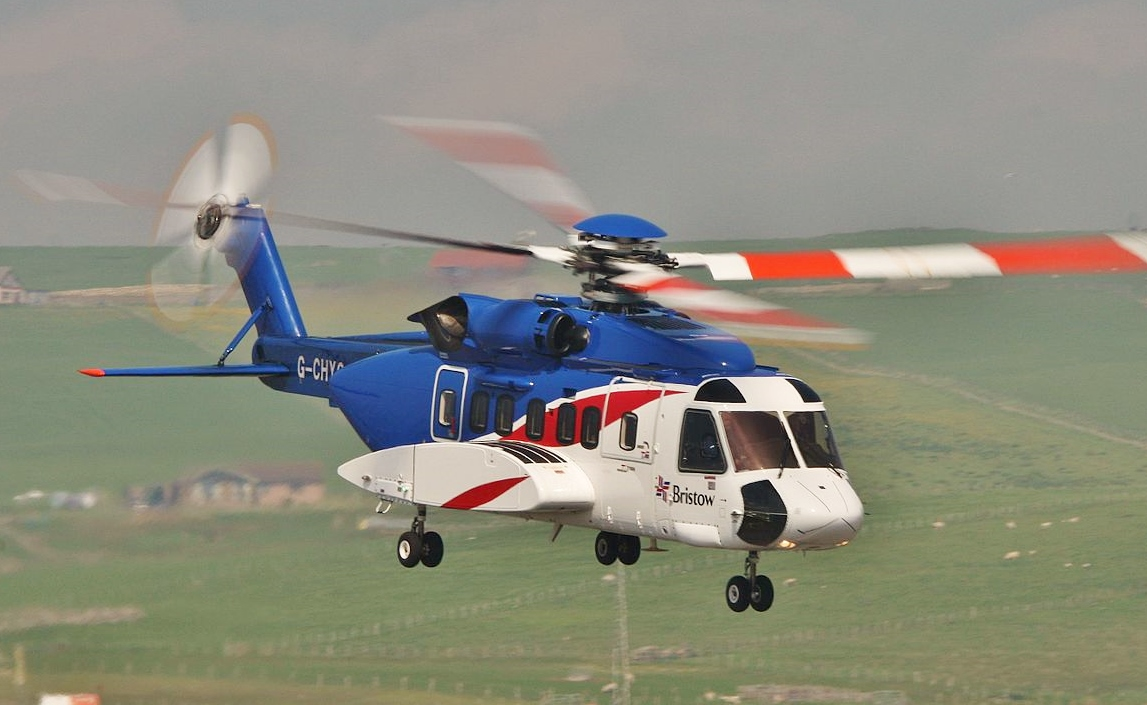
布里斯托直升机航空的一架S-92

### 民用

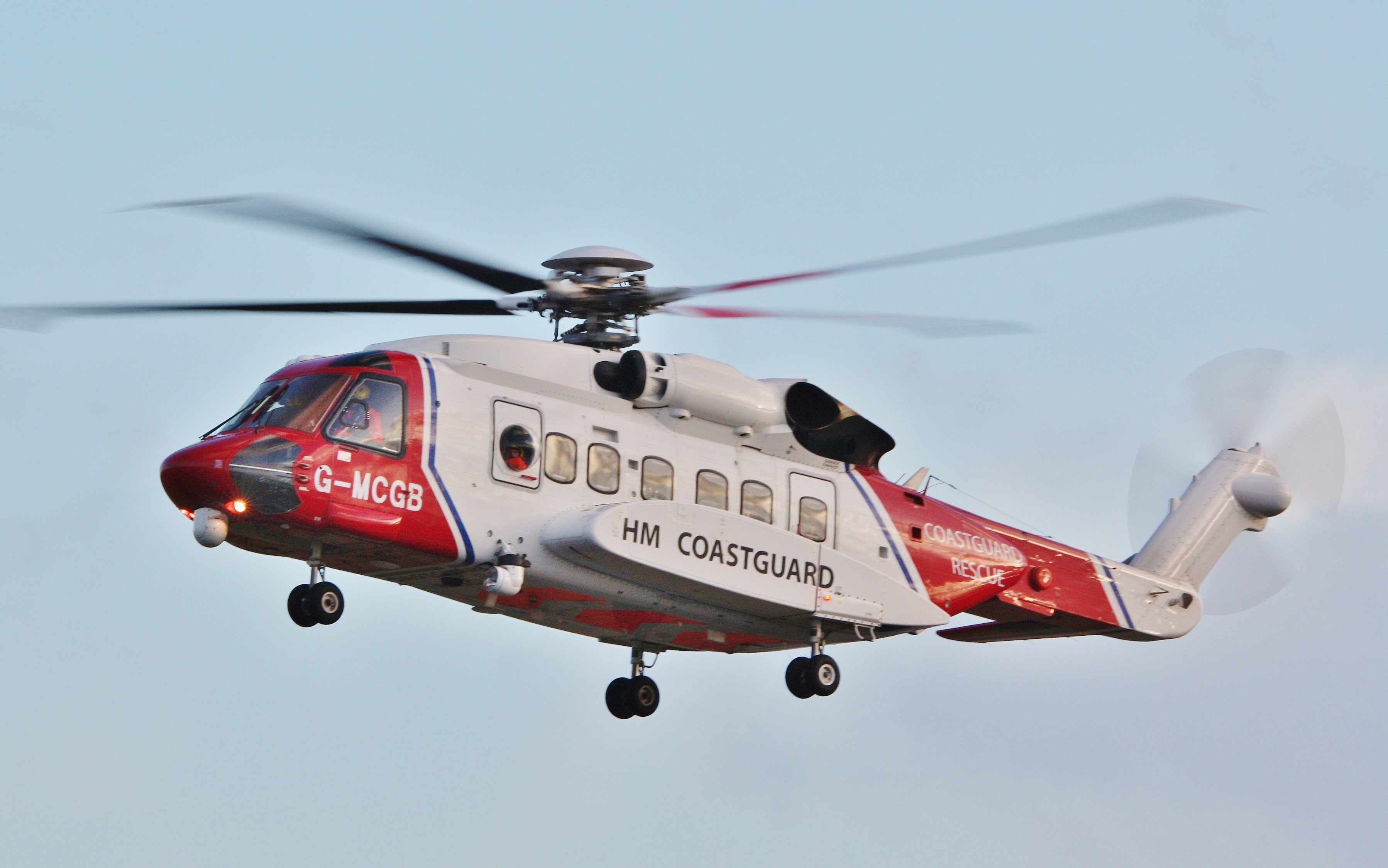
CHC直升机航空的一架S-92正为女王陛下的海岸警卫队执行搜索与救援任务

- 巴布科克航空[43]

 巴西
- 立德航空（英语：Líder Aviação）[44]

- 文莱壳牌原油[45]

 加拿大
- CHC直升机航空（英语：CHC Helicopter）[46]
- 美洲狮直升机航空（英语：Cougar Helicopters）[47]

 中华人民共和国
- 中国南方航空[48][49]
- 中信海直[50]：西科斯基S92A

 挪威
- 布里斯托挪威航空（英语：Bristow Norway）[51][52]

- CHC直升机服务（英语：CHC Helikopter Service）[53][37]

- 海湾直升机航空（英语：Gulf Helicopters）[54]

 英国
- 布里斯托直升机航空（英语：Bristow Helicopters）[55]
- CHC直升机航空（英语：CHC Helicopter）

 美国
- 原油直升机国际（英语：Petroleum Helicopters International）[56]

### 军用和政府

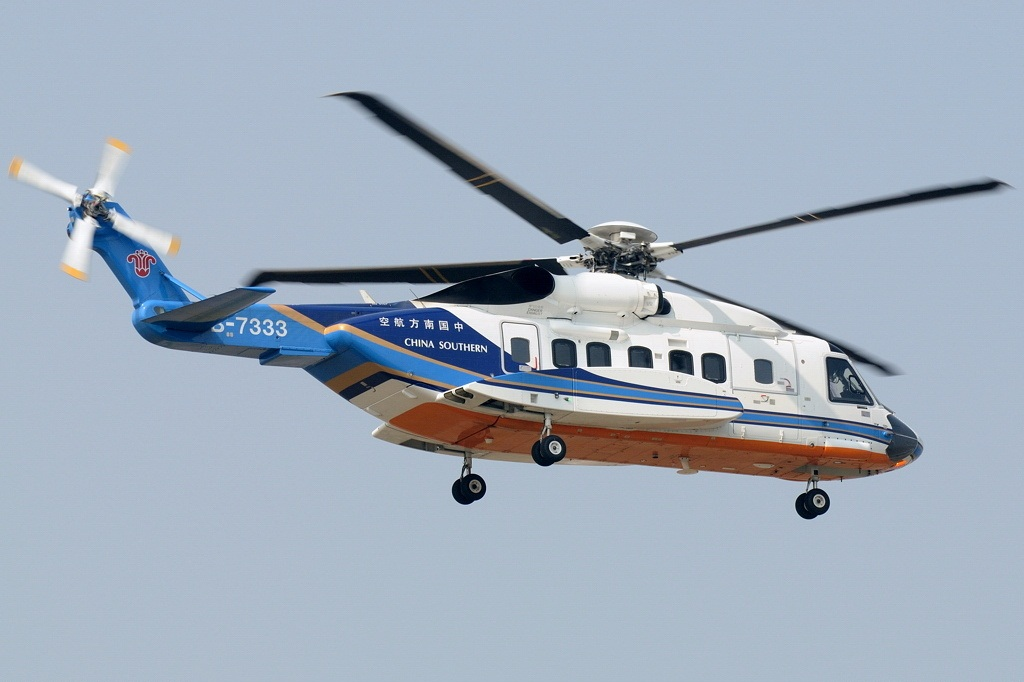
中国南方航空的一架S-92

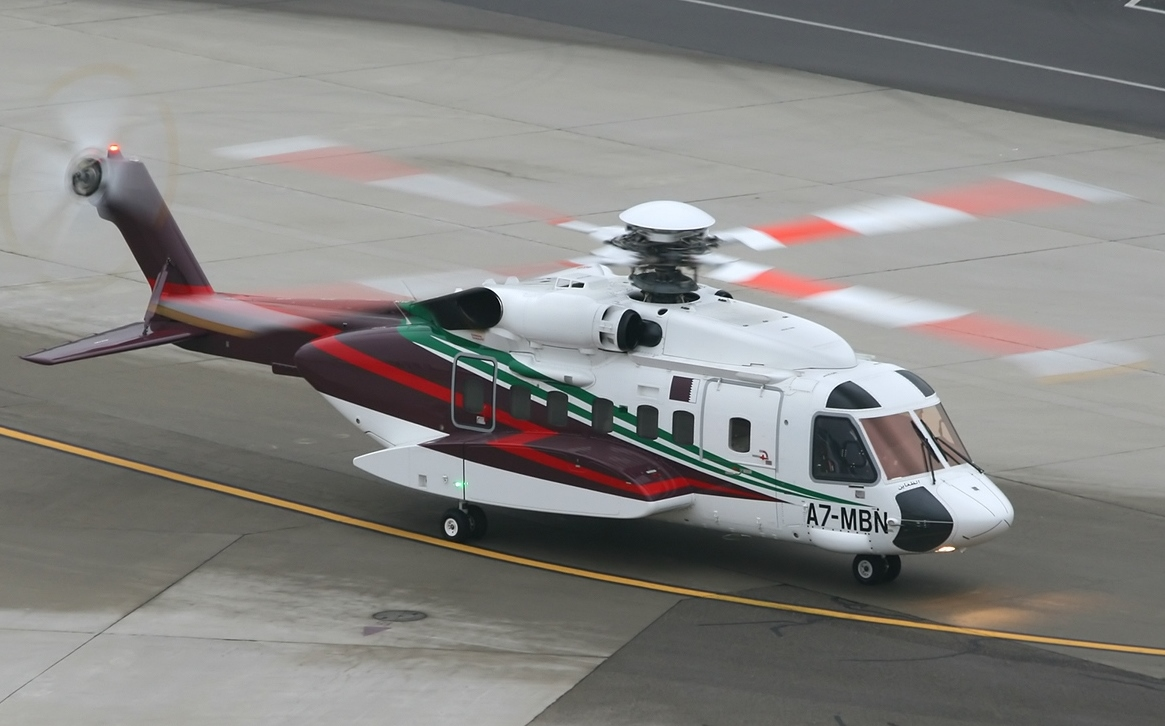
海湾直升机航空的一架S-92

- 阿塞拜疆政府[57][58]

 巴林
- 皇家航空（英语：Royal Bahraini Air Force）[59]

 加拿大
- 参见CH-148旋风直升机（英语：Sikorsky CH-148 Cyclone）

 爱尔兰
- 爱尔兰海岸警卫队（英语：Irish Coast Guard）（由CHC直升机航空（英语：CHC Helicopter）运营）[60]

 日本
- 警視廳[61][62]

 科威特
- 科威特空军（英语：Kuwait Air Force）[63]

 沙烏地阿拉伯
- 沙特阿拉伯内政部（英语：inistry of Interior）[64]

- 大韓民國空軍[65][66]
- 大韓民國海洋警察廳[67][68]

 泰國
- 泰國皇家空軍[69]

 土耳其
- 土耳其政府[70]

- 土库曼斯坦政府[71]

 英国
- 女王陛下的海岸警卫队（英语：Her Majesty's Coastguard）（由布里斯托直升机航空（英语：Bristow Helicopters）运营）[72][73]
- 巴布科克关键业务服务（英语：Bond Aviation Group）

 美国
- 美国海军陆战队（参见VH-92直升机（英语：Sikorsky VH-92））

## 意外和事故
2008年7月19日，文鲜明牧师乘坐的S-92直升机在韩国坠毁。这架直升机遭遇了迫使其坠毁的恶劣天气。机上16人在坠毁中受轻伤。
2009年3月12日，美洲狮直升机91次航班，一架由美洲狮直升机航空运营的S-92A直升机运载18名乘客自海上石油平台飞往纽芬兰岛，在尝试水上迫降时坠毁并沉入170（560英尺）深的水中。一名受重伤的旅客被从北大西洋中救起，但其他人未能幸存。这起事故被认定为由16个独立因素导致，但无一是直接原因。
2016年12月28日，一架CHC直升机航空的S-92直升机（注册号G-WNSR）在北海上的两座石油平台间执行日常通勤航班时在半空中发生了非指令性控制响应。飞行员在西富兰克林平台紧急降落。据报道，降落时直升机在停机坪上快速旋转，损伤了旋翼桨叶、轮胎和停机坪。但机上2名飞行员和9名乘客无人受伤。西科斯基于2017年1月9日发布通告要求停飞全部S-92直升机直至事故机的尾桨接受检查。航空事故调查局在2017年1月11日发布报告称发现直升机的尾桨变距轴轴承卡阻。该轴承表现出严重过热与磨损的迹象。轴承的失效使尾桨驱动轴损坏了尾桨伺服系统，进而导致了尾桨失控。机上的健康和使用监控系统在此次航班前一天就发现了这一故障，但维护人员并未得知这一消息。
2017年3月14日，一架CHC直升机航空为爱尔兰海岸警卫队运营的S-92直升机搭载着4名机组人员在爱尔兰西海岸坠毁。其中3名机组人员失踪。达拉·菲茨帕特里克上尉被从水中救起但稍后于医院离世。直升机在恶劣天气中坠毁在一座未在地图上标注的岛屿上。直升机的机身于3月22日被找到。3月26日，马克·达菲上尉的遗体被从直升机的驾驶舱中带回。
2022年4月8日 南韓海洋警察廳派出一架往台灣方向的直升機墜入韓國最南端的馬羅島（Mara Island）外海，造成2名機組人員喪生，另有1人失蹤。韓聯社報導，官員表示，這架塞考斯基S-92（Sikorsky S-92）直升機在凌晨1時32分墜入馬羅島西南方370公里海域，當時機上有4人。其中2名罹難者是51歲鄭姓副駕駛和28歲黃姓雷達操作員。

## 性能规格（S-92）
参考资料：西科斯基S-92性能规格、国际民用航空器名录（英語：International Directory of Civil Aircraft）
基本信息
- 机组：2
- 容量：19名旅客
- 長度：56英尺2英寸（17.12）
- 宽度：17英尺3英寸（5.26）
- 高度：15英尺5英寸（4.70）
- 空重：15,500英磅（7,031）
- 总重：26,500英磅（12,020）
- 发动机：2台通用电气CT7-8A（英语：General Electric T700）渦輪軸發動機，每台2,520匹軸馬力（1,880千瓦特）
- 主旋翼直徑：56英尺4英寸（17.17）
- 主旋翼面積：2,492.3平方英尺（231.54平方）

性能
- 最大速度：165節（190英里每小時；306每小時）
- 巡航速度：151節（174英里每小時；280每小時）
- 航程：546海里（628英里；1,011）
- 升限：15,000英尺（4,600）
- ：9.8英磅每平方英尺（48每平方）
- 功重比：0.19匹轴马力每磅（0.3126千瓦每千克）